# Bob Gutowski
Bob Gutowski, właśc. Robert Allen Gutowski (ur. 25 kwietnia 1935 w San Pedro, zm. 2 sierpnia 1960 w Camp Pendleton w Kalifornii) – amerykański lekkoatleta polskiego pochodzenia specjalizujący się w skoku o tyczce.
Srebrny medalista letnich igrzysk olimpijskich w Melbourne w 1956. W roku następnym pobił rekord świata skokiem na wysokość 4,78 m. Był to pierwszy rekord świata osiągnięty przy użyciu tyczki aluminiowej (dotychczasowe uzyskiwano za pomocą tyczek bambusowych).
Zginął tragicznie w wypadku samochodowym. Zostawił żonę Joannę poślubioną półtora roku wcześniej.
W 1980 r. został wpisany do National Polish-American Sports Hall of Fame.

## Sukcesy sportowe
- halowy mistrz Stanów Zjednoczonych w skoku o tyczce – 1958[3]
- dwukrotny mistrz National Collegiate Athletic Association w skoku o tyczce – 1956, 1957[4]

| Rok  | Miasto    | Zawody               | Konkurencja   | Wynik         |
| ---- | --------- | -------------------- | ------------- | ------------- |
| 1956 | Melbourne | Igrzyska olimpijskie | skok o tyczce | srebrny medal |

## Rekordy życiowe
- skok o tyczce – 4,78 – Stanford 27/04/1957 (rekord świata do 02/07/1960)